# 吕本 (寿州)
吕本（14世纪—1382年），凤阳府寿州人。元末明初官员。建文帝外祖父。
仕元为元帅府都事，后投靠朱元璋。丙午年（1366年），为中书掾史。吴王元年（1367年），授湖广行省照磨。洪武三年（1370年），升中书省右司郎中。四年改左司郎中，五年升刑部侍郎，寻进吏部尚书。六年，任太常寺卿。七年，以事左迁北平按察司佥事，寻召还授礼部尚书，未几出为两浙都转运盐使。洪武十二年（1379年），复授太常寺卿。洪武十四年十二月庚辰后，因疾病逝世。赐葬钟山之阴。吕本无子，其女吕氏为太子朱标继妃。外孙即建文帝。